# محمد یونس
محمّد یونس (زادهٔ ۲۸ ژوئنِ ۱۹۴۰) یک کارآفرین اجتماعی، بانکدار، اقتصاددان و رهبر جامعهٔ مدنی بنگلادشی است که از اوت ۲۰۲۴ به عنوان مشاور ارشد دولت انتقالی بنگلادش فعالیت می‌کند. او به دلیل تأسیس گرامین بانک و پیشگام‌سازی مفاهیم اعتباردهی خرد و سرمایه‌گذاری خرد، جایزهٔ صلح نوبل ۲۰۰۶ را دریافت کرد. این وام‌ها به کارآفرینان بیش از حد ضعیف برای واجد شرایط بودن وام‌های بانکی سنتی داده می‌شود. یونس و گرامین بانک «به‌خاطر تلاش‌های‌شان از طریق اعتبار خرد برای ایجاد توسعهٔ اقتصادی و اجتماعی از پایین» به‌طور مشترک جایزهٔ صلح نوبل را دریافت کردند. کمیتهٔ نوبل نروژ گفت که «صلحِ پایدار حاصل نمی‌شود مگر اینکه گروه‌های بزرگ جمعیت راهی برای خروج از فقر پیدا کنند» و «در سراسر فرهنگ‌ها و تمدن‌ها، یونس و گرامین بانک نشان داده‌اند که حتی فقیرترین فقرا نیز می‌توانند برای توسعه خودشان را به وجود آورند». یونس چندین افتخار ملی و بین‌المللی دیگر نیز دریافت کرده است. او نشان افتخار آزادی رئیس‌جمهوری را در سال ۲۰۰۹ و مدال طلای کنگره را در سال ۲۰۱۰ دریافت کرد.
در سال ۲۰۰۸، وی در فهرست ۱۰۰ اندیشمند جهان درمجلهٔ فارن پالیسی رتبهٔ ۲ را به دست آورد.
در فوریهٔ ۲۰۱۱، یونس به همراه ساسکیا بریستن، سوفی آیزنمن و هانس ریتز با همکاری مشترک یونس تجارت اجتماعی - ابتکارات جهانی (YSB) را تأسیس کردند. خدمات YSB ایجاد و توانمند سازی مشاغل اجتماعی برای رسیدگی و حل مشکلات اجتماعی در سراسر جهان است. YSB به عنوان بازوی بین‌المللی اجرای چشم‌انداز یونس برای یک سرمایه‌داری جدید و انسانی، صندوق‌های مالی را برای مشاغل اجتماعی در کشورهای در حال توسعه مدیریت می‌کند و خدمات مشاوره ای را به شرکت‌ها، دولت‌ها، بنیادها و NGOها ارائه می‌دهد.
در سال ۲۰۱۲، وی به‌عنوان رئیس دانشگاه گلاسکو کالدونیان در اسکاتلند منصوب شد، این سمت را تا سال ۲۰۱۸ حفظ کرد. پیش از این، وی استاد اقتصاد در دانشگاه چیتاگونگ در بنگلادش بود. او چندین کتاب مرتبط با کارهای مالی خود منتشر کرد. یونس عضو هیئت مؤسس گرامین آمریکا و بنیاد گرامین است که از اعتبار خرد پشتیبانی می‌کنند.
یونس همچنین در هیئت مدیره بنیاد ملل متحد، یک خیریه عمومی که در سال ۱۹۹۸ توسط نیکوکار آمریکایی تد ترنر یک میلیارد دلار هدیه برای حمایت از اهداف سازمان ملل ایجاد شد، فعالیت می‌کند.
در مارس ۲۰۱۱، دولت بنگلادش با استناد به تخلفات قانونی و محدودیت سنی در سمت وی، یونس را از سمت خود در گرامین بانک اخراج کرد.
محمد یونس پس از استعفا و فرار شیخ حسینه در ۵ اوت ۲۰۲۴ به دلیل  اعتراضات خشونت‌آمیز از ۸ اوت ۲۰۲۴ تا کنون نخست وزیر موقت بنگلادش است.

## سنین جوانی و تحصیل

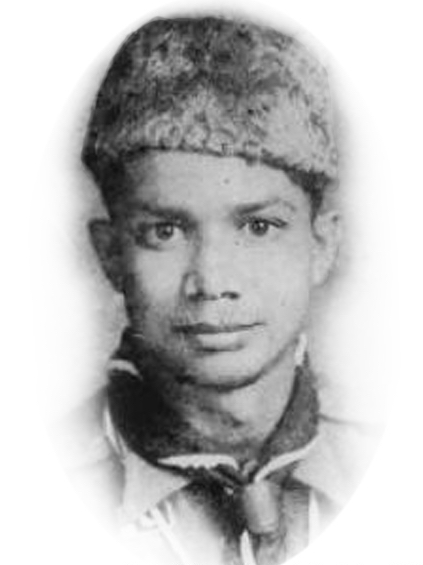
یونس در سال ۱۹۵۳

### سال‌های اولیه
محمد یونس در ۲۸ ژوئن ۱۹۴۰ در یک خانواده مسلمان بنگالی در روستای باتوا، در جاده کپتای در هاتازاری، چیتاگونگ در ناحیه چیتاگونگ واقع در راج انگلیس، بنگلادش فعلی، متولد شد. او سومین فرزند بود و هشت خواهر و برادر داشت. پدر او هازی دولا میا شوادگار، جواهرساز و مادرش صوفیا خاتون بود. دوران کودکی او در روستا سپری شد. در سال ۱۹۴۴، خانواده اش به شهر چیتاگونگ نقل مکان کردند و وی از مدرسه روستای خود به دبستان لامابازار نقل مکان کرد. تا سال ۱۹۴۹، مادر وی به بیماری روانی مبتلا شد. بعداً، او امتحانات تحصیلات تکمیلی را از مدرسهٔ دانشگاهی چیتاگونگ در ردهٔ شانزدهم از ۳۹٬۰۰۰ دانش آموز در پاکستان شرقی گذراند. در طول سالهای تحصیل وی، یک پیشاهنگ فعال بود و در سال ۱۹۵۲ به پاکستان غربی و هند و در سال ۱۹۵۵ برای حضور در جامبوریز به کانادا سفر کرد. بعداً، در حالی که یونس در کالج چیتاگونگ تحصیل می‌کرد، در فعالیت‌های فرهنگی فعال شد و برای نمایش جوایزی را از آن خود کرد. در سال ۱۹۵۷، وی در گروه اقتصاد در دانشگاه داکا ثبت نام کرد و لیسانس خود را در سال ۱۹۶۰ و کارشناسی ارشد را در سال ۱۹۶۱ به پایان رساند.

### پس از فارغ‌التحصیلی
یونس پس از فارغ‌التحصیلی به عنوان دستیار تحقیق در تحقیقات اقتصادی پروفسور نورالاسلام و رحمان سبحان به دفتر اقتصاد پیوست. بعدها، در سال ۱۹۶۱ به عنوان مدرس اقتصاد در کالج چیتاگونگ منصوب شد. در آن زمان، وی همچنین یک کارخانهٔ بسته‌بندی سودآور هم تأسیس کرد. در سال ۱۹۶۵، بورس تحصیلی فولبرایت را برای تحصیل در ایالات متحده دریافت کرد. وی دکترای خود را در اقتصاد از برنامه تحصیلات تکمیلی دانشگاه وندربیلت در توسعه اقتصادی (GPED) در سال ۱۹۷۱ به دست آورد. از سال ۱۹۶۹ تا ۱۹۷۲، یونس استادیار اقتصاد در دانشگاه ایالتی تنسی در مورفریسبورو بود.
در طول جنگ استقلال بنگلادش در سال ۱۹۷۱، یونس کمیته ای از شهروندان را تأسیس کرد و مرکز اطلاعات بنگلادش را با سایر بنگلادشی‌ها در ایالات متحده اداره کرد تا حمایت از آزادی را افزایش دهد. وی همچنین خبرنامهٔ بنگلادش را در خانهٔ خود در نشویل، تنسی منتشر کرد. پس از جنگ، یونس به بنگلادش بازگشت و به کمیسیون برنامه‌ریزی دولت به ریاست نورالاسلام منصوب شد. با این حال، او این کار را کسل کننده دانست و استعفا داد تا به عنوان رئیس بخش اقتصاد به دانشگاه چیتاگونگ بپیوندد. وی پس از مشاهده قحطی سال ۱۹۷۴، درگیر کاهش فقر شد و یک برنامه اقتصادی روستایی را به عنوان پروژه‌ای تحقیقاتی ایجاد کرد. در سال ۱۹۷۵، او یک Tebhaga Khamar (سه مزرعه سه‌گانه) Nabajug (عصر جدید) ایجاد کرد که دولت آن را به عنوان برنامه ورودی بسته‌بندی شده تصویب کرد. یونس و همکارانش برای کارآمدتر کردن پروژه، برنامه گرام سرکار (دولت دهکده) را پیشنهاد کردند. دولت در اواخر دهه ۱۹۷۰ توسط رئیس‌جمهور ضیاء الرحمن معرفی شد، در سال ۲۰۰۳ دولت ۴۰۳۹۲ دهکده را به عنوان لایهٔ چهارم دولت تشکیل داد. دادگاه عالی در ۲ اگوست ۲۰۰۵، در پاسخ به دادخواست اعتماد و خدمات حقوقی بنگلادش دولت‌های دهکده غیرقانونی و خلاف قانون اساسی اعلام کرد.
مفهوم اعتبار خرد وی برای حمایت از مبتکران در چندین کشور در حال توسعه همچنین الهم بخش برنامه‌هایی مانند برنامه کارآفرینی اجتماعی بانوی اطلاعات شد.

## زندگی حرفه‌ای

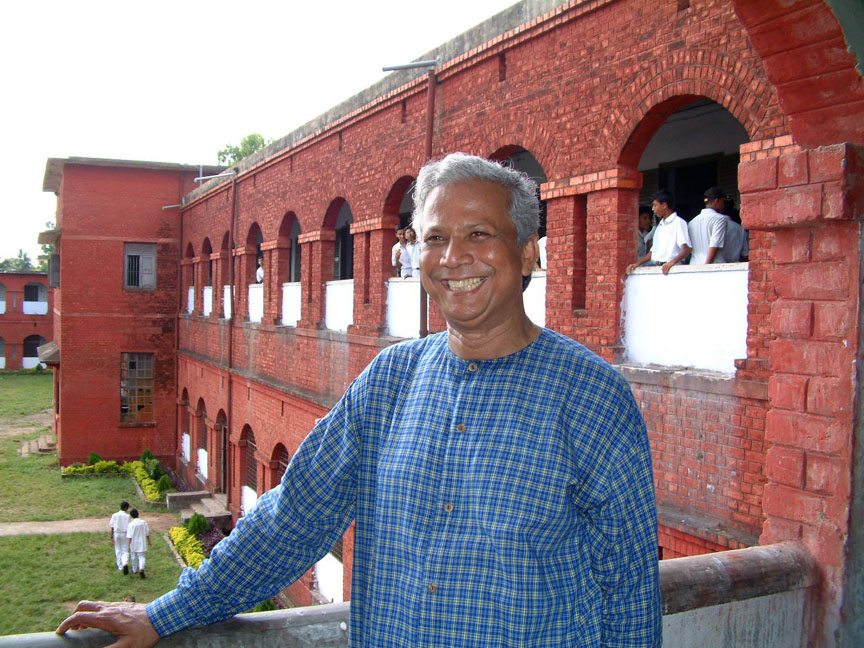
یونس در سال ۲۰۰۳

در سال ۱۹۷۶، یونس در هنگام بازدید از فقیرترین خانوارهای روستای جوبرا در نزدیکی دانشگاه چیتاگونگ، به این نتیجه رسید که وام‌های بسیار اندک می‌تواند برای یک فرد فقیر تفاوت نامتناسبی ایجاد کند. زنان روستایی که مبلمان بامبو درست می‌کردند برای خرید بامبو مجبور به گرفتن وام ربوی بودند و سود خود را به وام‌دهندگان بازپرداخت می‌کردند. بانک‌های سنتی به دلیل ریسک بالای عدم پرداخت، نمی‌خواستند وام‌های کمی با بهرهٔ معقول به فقرا بدهند. اما یونس معتقد بود که با توجه به این فرصت، فقرا پول را بازپرداخت می‌کنند و از این رو اعتبار خرد یک مدل کسب‌وکار مناسب است. یونس ۲۷ دلار از پول خود را به ۴۲ زن در روستا قرض داد، که هر کدام از این وام ۰٫۵۰ تاکا بنگلادش (۰٫۰۲ دلار آمریکا) سود کسب کردند.
در دسامبر ۱۹۷۶، یونس سرانجام وام را از بانک جاناتا برای وام دادن به فقرا در جوبرا تضمین کرد. این مؤسسه به کار خود ادامه داد و وام‌های دیگر بانک‌ها را برای پروژه‌های خود تأمین کرد. تا سال ۱۹۸۲، ۲۸۰۰۰ عضو داشت. در اول اکتبر ۱۹۸۳، پروژه آزمایشی به عنوان یک بانک تمام عیار برای بنگلادشی‌های فقیر آغاز به کار کرد و به گرامین بانک (به‌معنای «بانک دهکده») تغییر نام داد. تا ژوئیه ۲۰۰۷، گرامین ۶٫۳۸ میلیارد دلار به ۷٫۴ میلیون وام گیرنده صادر کرد. برای اطمینان از بازپرداخت، بانک از سیستم «گروه‌های همبستگی» استفاده می‌کند. این گروه‌های کوچک غیررسمی با هم تقاضای وام می‌کنند و اعضای آن به عنوان ضامن بازپرداخت مشترک عمل می‌کنند و از تلاش‌های یکدیگر برای پیشرفت اقتصادی خود حمایت می‌کنند.
در اواخر دهه ۱۹۸۰، گرامین با حضور در استخرهای ماهیگیری کم‌مصرف و پمپ‌های آبیاری مانند چاه‌های عمیق لوله، تنوع را آغاز کرد. در سال ۱۹۸۹، این منافع متنوع به سازمانهای جداگانه‌ای تبدیل شدند. پروژهٔ شیلات به Grameen Motsho (بنیاد ماهیگیری گرامین) و پروژهٔ آبیاری به Grameen Krishi (بنیاد کشاورزی گرامین) تبدیل شد. با گذشت زمان، ابتکار عمل گرامین به یک گروه چند وجهی از سرمایه‌گذاری‌های سودآور و غیرانتفاعی تبدیل شد، از جمله پروژه‌های بزرگی مانند Grameen Trust و Grameen Fund، که پروژه‌های سهام مانند Grameen Software Limited , Grameen CyberNet Limited و Grameen Knitwear Limited, و همچنین Grameen Telecom که در Grameenphone (GP)، بزرگ‌ترین شرکت خصوصی تلفن در بنگلادش سهیم است. از ابتدای شروع آن در مارس ۱۹۹۷ تا ۲۰۰۷، پروژه Village Phone GP (تلفن Polli) مالکیت تلفن همراه را به ۲۶۰٬۰۰۰ فقیر روستایی در بیش از ۵۰٬۰۰۰ روستا رسانده بود.
موفقیت در مدل خرد مالی گرامین از تلاش‌های مشابهی در حدود ۱۰۰ کشور در حال توسعه و حتی در کشورهای پیشرفته از جمله ایالات متحده الهام گرفت. در بسیاری از پروژه‌های اعتبار خرد، تأکید گرامین برای وام دادن به زنان وجود دارد. بیش از ۹۴٪ وام‌های گرامین به زنانی تعلق گرفته است که به‌طور نامتناسبی از فقر رنج می‌برند و بیشتر از مردان می‌توانند درآمد خود را به خانواده خود اختصاص دهند.
یونس برای کار خود با گرامین، در آشوکا: مبتکران عضو آکادمی جهانی جهانی در سال ۲۰۰۱ معرفی شد. در کتاب مدل تجارت اجتماعی گرامین، نویسندهٔ آن راشد الباری گفت که مدل تجارت اجتماعی گرامین (GSBM) از تئوری بودن به عملی الهام بخش در دانشگاه‌های پیشرو (به عنوان مثال، گلاسگو)، کارآفرینان (به عنوان مثال، فرانک ریبود)، و شرکت‌های بزرگ (به عنوان مثال، Danone) در سراسر جهان تبدیل شده است. راشدول باری از طریق گرامین بانک ادعا می‌کند که یونس نشان داد که چگونه مدل تجارت اجتماعی گرامین می‌تواند روحیهٔ کارآفرینی را برای توانمندسازی زنان فقیر و کاهش فقر آنها مهار کند. یک نتیجه‌گیری که باری پیشنهاد کرد از مفاهیم یونس استفاده کند این است که افراد فقیر مانند «درخت بونسای» هستند و اگر به تجارت اجتماعی دسترسی پیدا کنند که توانایی آنها را برای خودکفایی دارد، می‌توانند کارهای بزرگی انجام دهند.

## جایزه‌ها
جایزهٔ صلح نوبل ۲۰۰۶ به خاطر تلاش‌های یونس و گرامین بانک در ایجاد توسعهٔ اقتصادی و اجتماعی به آن‌ها اهدا شد. در اعلامیهٔ جایزه، کمیتهٔ نوبل نروژ گفت:
محمد یونس خود را به عنوان یک رهبر نشان داده است که توانسته است نه تنها در بنگلادش، بلکه در بسیاری از کشورهای دیگر، چشم‌اندازها را به عملی برای منافع میلیون‌ها نفر تبدیل کند. به نظر می‌رسید وام به افراد فقیر بدون هیچ گونه امنیت مالی ایده غیرممکن است. از ابتدای متوسط سه دهه پیش، یونس، پیش از هر چیز از طریق گرامین بانک، اعتبار خرد را به ابزاری مهم‌تر در مبارزه با فقر تبدیل کرده است.
یونس اولین بنگلادشی بود که موفق به دریافت جایزه نوبل شد. یونس پس از دریافت خبر جایزه مهم اعلام کرد که از بخشی از سهم خود از ۱٫۴ میلیون دلار (معادل ۱٫۷۸ میلیون دلار در سال ۲۰۱۹) جایزه برای ایجاد شرکتی برای تهیه غذای کم هزینه و پرمصرف برای فقرا استفاده خواهد کرد. در حالی که بقیه به ایجاد دانشگاه علم و صنعت یونس در منطقه خود و همچنین ایجاد بیمارستان چشم برای فقرا در بنگلادش می‌پردازند.

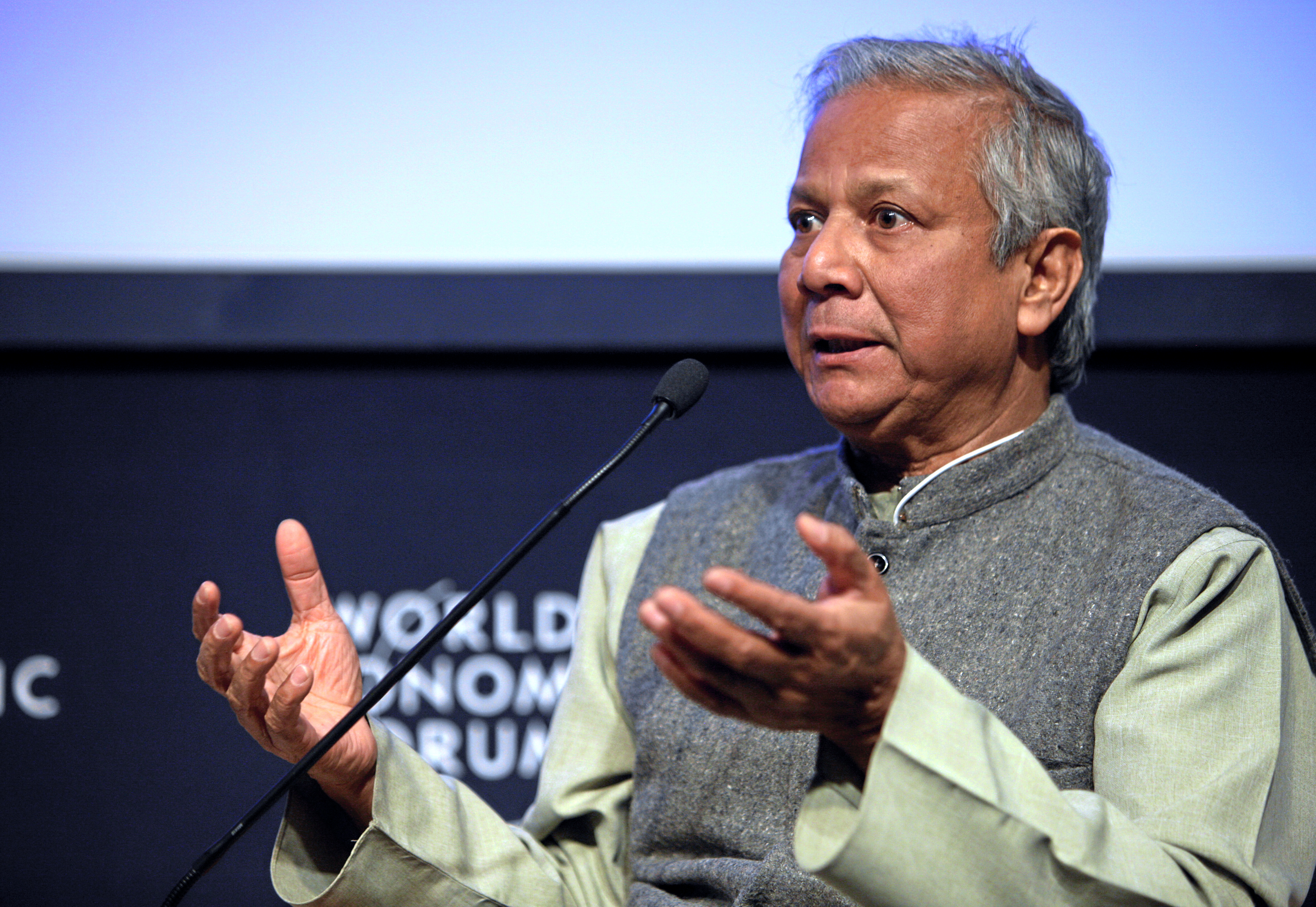
یونس در مجمع جهانی اقتصاد سال ۲۰۰۹ در داووس، سوئیس

رئیس‌جمهور پیشین ایالات متحده، بیل کلینتون، از مدافعان اهدای جایزهٔ نوبل به یونس بود، او این موضوع را در مجلهٔ رولینگ استون و همچنین در زندگی‌نامهٔ خود، زندگی من بیان کرد. کلینتون در سال ۲۰۰۲ در یک سخنرانی در دانشگاه کالیفرنیا، برکلی، یونس را چنین توصیف کرد: «مردی که مدتها پیش باید برندهٔ جایزهٔ نوبل می‌بود، من این را مدام می‌گویم تا سرانجام آن را به او بدهند». برعکس، اکونومیست صریحاً اظهار داشت که در حالی که یونس کار بسیار خوبی برای مبارزه با فقر انجام می‌داد، مناسب نبود که به او جایزه صلح اعطا کنیم، اظهار داشت: «... کمیتهٔ نوبل می‌توانست شجاعانه تر و دشوارتر انتخاب کند».
وی تنها یکی از هفت نفری است که برندهٔ جایزه صلح نوبل، نشان افتخار آزادی رئیس‌جمهوری، و مدال طلای کنگره شده است. علاوه بر این، یونس ۵۰ مدرک دکترای افتخاری از دانشگاه‌های ۲۰ کشور و ۱۱۳ جایزهٔ بین‌المللی از ۲۶ کشور مختلف از جمله افتخارات ایالتی از ۱۰ کشور دریافت کرده است. دولت بنگلادش برای بزرگداشت جایزه نوبل وی تمبر یادبودی به ارمغان آورد.
یونس توسط مجلهٔ فرچون در مارس ۲۰۱۲ به عنوان یکی از ۱۲ کارآفرین بزرگ عصر حاضر معرفی شد. در استناد خود، این مجله گفت: «ایدهٔ یونس تعداد بی شماری از جوانان را برانگیخت تا خود را وقف اهداف اجتماعی در سراسر جهان کنند».
در ژانویه ۲۰۰۸، هوستون، تگزاس ۱۴ ژانویه را «روز محمد یونس» اعلام کرد.
در شمارهٔ دسامبر ۲۰۰۹ مجلهٔ فارن پالیسی یونس در میان ۱۰۰ فرد با نفوذ و نخبهٔ جهان قرار گرفت که جهان باید آنها را بشنود.
در سال ۲۰۱۰، مجله انگلیسی نیو استیتسمن یونس را در ردهٔ چهلم لیست «۵۰ چهره تأثیرگذار جهان ۲۰۱۰» قرار داد.
یونس ۵۰ مدرک دکترای افتخاری از دانشگاه‌های آرژانتین، استرالیا، بنگلادش، بلژیک، کانادا، کاستاریکا، هند، ایتالیا، ژاپن، کره، لبنان، مالزی، پرو، روسیه، آفریقای جنوبی، اسپانیا، تایلند، ترکیه، انگلستان، و ایالات متحده دارد. دبیرکل سازمان ملل، بان کی مون، یونس را به عنوان مدافع MDG دعوت کرد. یونس در هیئت مدیره بنیاد ملل متحد، بنیاد شواب، شاهزاده آلبرت دوم بنیاد موناکو، بنیاد خرد اعتبار Grameen Credit Agricole حضور دارد. وی از زمان تأسیس بنیاد در سال ۲۰۰۸ توسط رئیس‌جمهور سابق فرانسه، ژاک شیراک به منظور ارتقا صلح جهانی، عضو کمیته افتخاری بنیاد شیراک بوده است.
یونس به یک چهرهٔ شناخته‌شدهٔ بین‌المللی تبدیل شده است. او سخنرانی‌های زیادی را در سراسر جهان انجام داده و در برنامه‌های تلویزیونی مشهوری از جمله نمایش روزانه و شوی اپرا در سال ۲۰۰۶،گزارش کلبر و پخش زنده با بیل مار در سال ۲۰۰۸، و سیمپسون‌ها در سال ۲۰۱۰ حضور داشته است.

## فعالیت سیاسی
در اوایل سال ۲۰۰۶ یونس، به همراه سایر اعضای جامعه مدنی از جمله رحمان سبحان، محمد حبیب رحمان، کمال حسین، ماتیور رحمان، ماهفوز آنام و دباپریا باتاچاریا، در یک کارزار برای نامزدهای پاک در انتخابات ملی شرکت کردند. وی در اواخر همان سال ورود به سیاست را در نظر گرفت. در ۱۱ فوریه ۲۰۰۷، یونس نامه سرگشاده ای نوشت، که در روزنامه بنگلادشی دیلی استار منتشر شد، و در آن از شهروندان نظراتی را در مورد برنامه خود برای شناور کردن یک حزب سیاسی برای ایجاد حسن نیت سیاسی، رهبری مناسب و حکمرانی خوب درخواست کرد. در این نامه، وی از همه خواسته است که به‌طور خلاصه نحوه انجام وظیفه و چگونگی مشارکت آنها را شرح دهند. یونس سرانجام اعلام کرد که مایل است یک حزب سیاسی را به‌طور موقت به نام قدرت شهروندان (ناگوریک شاکتی) در ۱۸ فوریه ۲۰۰۷ راه‌اندازی کند. حدس و گمان‌هایی وجود داشت که ارتش از حرکت یونس در سیاست حمایت می‌کند. در ۳ ماه مه، یونس اعلام کرد که پس از دیدار با فخرالدین احمد، رئیس دولت موقت، تصمیم گرفته است که برنامه‌های سیاسی خود را کنار بگذارد.
در ژوئیه ۲۰۰۷، در ژوهانسبورگ، آفریقای جنوبی، نلسون ماندلا، گراسا ماچل و دزموند توتو «برای کمک به خرد، رهبری مستقل و صداقت خود برای مقابله با برخی از سخت‌ترین مشکلات جهان» گروهی از رهبران جهان را دعوت کردند. نلسون ماندلا اعلام کرد تشکیل این گروه جدید، سخنرانی ای که به مناسبت ۸۹ سالگی تولد داشت. یونس در راه اندازی این گروه شرکت کرد و یکی از اعضای بنیانگذار آن بود. وی در سپتامبر ۲۰۰۹ به عنوان یک پیرمرد کناره‌گیری کرد و اظهار داشت که به دلیل تقاضای کارش قادر به اجرای عدالت در مورد عضویت خود نیست.
یونس عضو پنل پیشرفت آفریقا (APP) است، گروهی متشکل از ده فرد برجسته ای که در بالاترین سطوح برای توسعه عادلانه و پایدار در آفریقا طرفداری می‌کنند. هر سال، هیئت گزارشی با عنوان «گزارش پیشرفت آفریقا» منتشر می‌کند که موضوعی با اهمیت فوری برای این قاره را مشخص می‌کند و مجموعه ای از سیاست‌های مرتبط را پیشنهاد می‌دهد. در ژوئیه ۲۰۰۹، یونس برای حمایت از کار کاهش فقر سازمان به عضویت هیئت مشاوره بین‌المللی سازمان توسعه SNV هلند درآمد. از سال ۲۰۱۰، یونس به عنوان کمیساریای کمیسیون پهن باند برای توسعه دیجیتال، ابتکار عمل سازمان ملل متحد که تلاش می‌کند از خدمات اینترنت باند پهن برای تسریع توسعه اجتماعی و اقتصادی استفاده کند، خدمت کرده است. در مارس ۲۰۱۶، وی توسط دبیرکل سازمان ملل متحد بان کی مون به کمیسیون سطح بالای اشتغال در سلامت و رشد اقتصادی منصوب شد، که با ریاست روسای جمهور فرانسه فرانسوا اولاند فرانسه و یاکوب زوما از آفریقای جنوبی اداره می‌شد. به دنبال نسل‌کشی روهینگیا در ۲۰۱۶–۲۰۱۷، یونس از میانمار خواست تا به خشونت علیه مسلمانان روهینگیا پایان دهد.

## جنجال‌ها

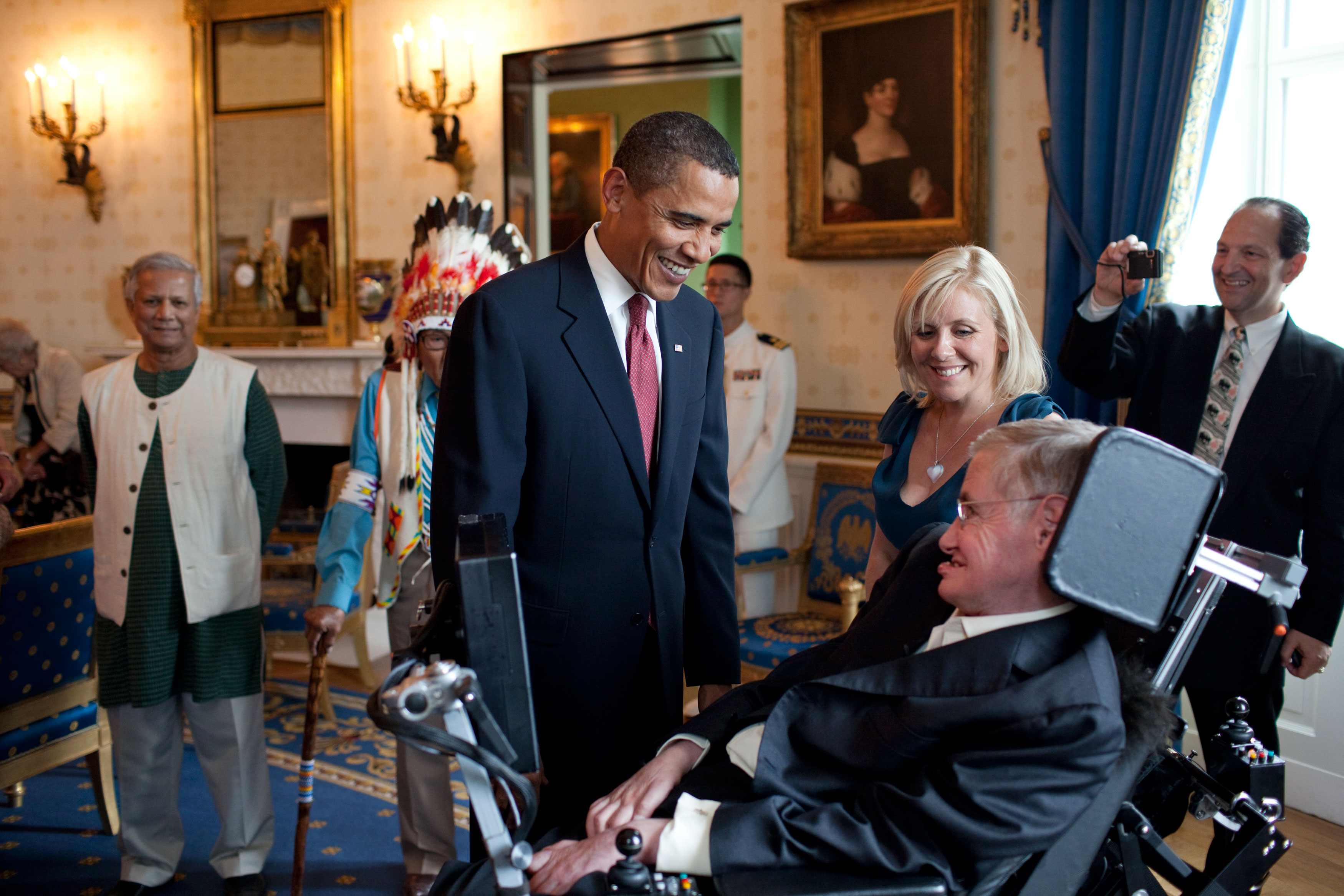
باراک اوباما، رئیس جمهور ایالات متحده، در اتاق آبی کاخ سفید، پیش از مراسم اهدای مدال آزادی ریاست جمهوری به استیون هاوکینگ و ۱۵ نفر دیگر، در ۱۲ آگوست ۲۰۰۹، با او صحبت می‌کند. مدال آزادی بالاترین افتخار غیرنظامی آمریکا است. در سمت راست استیون، دخترش لوسی هاوکینگ و در سمت چپ تصویر، محمد یونس، که همان جایزه را دریافت کرده است، دیده می‌شود.

دولت در ۱۱ ژانویه ۲۰۱۱ مروری بر فعالیتهای گرامین بانک را اعلام کرد که هنوز در حال انجام است. در ماه فوریه، چندین رهبر بین‌المللی، مانند مری رابینسون، با تلاشهای زیادی، از جمله تأسیس یک شبکه رسمی از طرفداران معروف به «دوستان گرامین»، دفاع از یونس را افزایش دادند.
در ۱۵ فوریه ۲۰۱۱، وزیر دارایی بنگلادش، ابوالمال عبدالمحیث اعلام کرد که یونس باید از گرامین بانک «دور بماند» در حالی که مورد بررسی قرار می‌گیرد. در ۲ مارس ۲۰۱۱، موزامل هوق - کارمند سابق بانک، که دولت او را در ژانویه به عنوان رئیس منصوب کرد، اعلام کرد که یونس به عنوان مدیرعامل بانک اخراج شده است. با این حال، مدیر کل بانک جنت ای کوانین بیانیه ای صادر کرد مبنی بر اینکه یونس منتظر بررسی مسائل حقوقی پیرامون اختلافات است و «در دفتر خود ادامه می‌دهد».
در مارس ۲۰۱۱، یونس با مراجعه به دادگاه عالی بنگلادش قانونی بودن تصمیم بانک مرکزی بنگلادش مبنی بر برکناری وی را به عنوان مدیرعامل گرامین بانک به چالش کشید. در همان روز، نه مدیر منتخب گرامین بانک دادخواست دوم را مطرح کردند. سناتور آمریکایی جان کری در ۵ مارس ۲۰۱۱ در بیانیه‌ای حمایت خود را از یونس ابراز کرد و اعلام کرد که وی به شدت از این ماجرا نگران است. در همان روز در بنگلادش، هزاران نفر اعتراض کردند و زنجیرهای انسانی تشکیل دادند تا از یونس حمایت کنند. جلسه دادگاه عالی در مورد دادخواست‌ها برای ۶ مارس ۲۰۱۱ برنامه‌ریزی شده بود اما به تعویق افتاد. در ۸ مارس ۲۰۱۱، دادگاه اخراج یونس را تأیید کرد.

### اتهام «ربا خواری» و اثربخشی سرمایهٔ خرد
اتهامات علیه محمد یونس و گرامین بانک در شرایطی مطرح شد که برخی از افراد شروع به زیر سؤال بردن اثربخشی مالی خرد کردند که ناشی از اقدامات برخی موسسات سوددهی خرد (MFI) در هند و مکزیک بود. گزارش شده است که از زور، فشار بر همسالان و آزار جسمی به عنوان شیوه‌های بازپرداخت وام در برخی از صندوق‌های سرمایه‌گذاری خاص استفاده شده است. تجاری سازی اعتبار خرد باعث شد یونس اظهار کند که «او هرگز تصور نمی‌کرد که روزی اعتبار خرد موجب رشد رباخواری با وام‌های خود شود.»
فریب سود، برخی از صندوق‌های سرمایه‌گذاری مالی انتفاعی را برای برگزاری عرضه‌های اولیه (IPO) جذب کرد، از جمله بزرگ‌ترین MFI هند، SKS Microfinance، که در ژوئیه ۲۰۱۰ IPO برگزار کرد. در سپتامبر ۲۰۱۰، یونس از IPO انتقاد کرد. در یک مناظره با ویکرام آکولا، بنیانگذار SKS، در جریان جلسه ابتکار جهانی کلینتون، وی گفت، «اعتبار خرد مربوط به افراد هیجان انگیز برای کسب درآمد از فقرا نیست. این همان کاری است که شما انجام می‌دهید. این پیام اشتباه است.» محاسبات نرخ بهره واقعی متفاوت است، اما یک برآورد نرخ متوسط گرامین را با نرخ بهره ۲۳٪ (قابل مقایسه با نرخ تورم) بیان می‌کند. در همان زمان سازمان برای مدت چند سال از وضعیت بدون مالیات برخوردار بود که اکنون حذف شده است.
هواداران یونس ادعا می‌کنند که دولت بنگلادش از این «بحران اخلاقی پیرامون اعتبار خرد» برای برکناری یونس سوءاستفاده می‌کند.

### انگیزه‌های سیاسی در پشت این ادعاها
گرچه گرامین بانک به سرعت توسط دولت نروژ از کلیه ادعاهای مربوط به وجوه سوءاستفاده در دسامبر ۲۰۱۰ پاک شد، در مارس ۲۰۱۱، دولت بنگلادش تحقیقات سه‌ماهه در مورد کلیه فعالیتهای گرامین بانک را آغاز کرد. این تحقیق مانع از حضور محمد یونس در مجمع جهانی اقتصاد شد.
در ژانویه ۲۰۱۱، یونس در یک پرونده افترا که توسط یک سیاستمدار محلی از یک حزب کوچک متمایل به چپ در سال ۲۰۰۷ تشکیل شد، در دادگاه حاضر شد، و از اظهاراتی که یونس به خبرگزاری فرانسه گفت، سیاستمداران در بنگلادش فقط برای قدرت کار می‌کنند، شکایت کرد. در جلسه دادرسی، به یونس وثیقه اعطا شد و در جلسات بعدی از حضور شخصی معاف شد.
به دلیل روابط دشوار شیخ هاسینا و یونس از اوایل سال ۲۰۰۷، زمانی که یونس حزب سیاسی خود را ایجاد کرد، تلاشی که در می مه ۲۰۰۷ انجام داد، این تحقیقات به سوظن مبنی بر انگیزه سیاسی بسیاری از حملات دامن زد.

### ادعاهای مربوط به شرکا: زمینهٔ غذا و تلفن
در ۲۷ ژانویه ۲۰۱۱، یونس در دادگاه در پرونده تقلب غذایی که توسط دادگاه ایمنی مواد غذایی شرکت داکا سیتی (DCC) تشکیل شد، در دادگاه حاضر شد و وی را به تولید ماست «تقلبی» متهم کرد که محتوای چربی آن کمتراز حداقل قانونی بود. این ماست توسط Grameen Danone، یک مشاغل مشترک تجاری بین بانک Grameen و Danone تولید می‌شود که هدف آن فراهم کردن فرصت‌هایی برای فروشندگان خیابانی که ماست می‌فروشند و بهبود تغذیه کودک با ماست غنی از مواد مغذی است. به گفته وکیل یونس، این ادعاها «نادرست و بی اساس» است. به درخواست وکلای یونس، با اشاره به بی نظمی‌های رویه ای و اشتباهات، این پرونده اکنون در دادگاه عالی رسیدگی می‌شود.
تحقیق توسط کمیسیون عمومی مستقل ۲۰۱۲ که گرامین بانک را بررسی می‌کند ادعا می‌کند که یونس قدرت خود را اشتباه معرفی کرده و از قدرت خود در طول دوره مدیریت خود سوءاستفاده کرده است. این گزارش نشان می‌دهد که چالش‌های قانونی برای اقتدار گرامین بانک وجود دارد که به عنوان ضامن عمل کرده و اعتبار را به بنگاه‌های خصوصی مستقل در دوره دکتر یونس ارسال کرده است. این گزارش سوالات خاصی را در رابطه با تأسیس و تأمین مالی Grameenphone، یک نهاد انتفاعی مخابراتی که در ابتدا به عنوان اعتماد برای وام گیرندگان بانک Grameen همراه با Telenor چند ملیتی دولتی اکثریت نروژی توسط دکتر یونس تأسیس شد، به‌طور همزمان مطرح کرد. مدیریت و تأمین مالی عملیاتی شرکتهای خصوصی تأسیس شده توسط دکتر یونس با استفاده از منابع گرامین بانک. کمیسیون همچنین وضعیت حقوقی گرامین بانک را مورد بررسی قرار داد و نتیجه گرفت که این نهاد دولتی به عنوان نهاد دولتی است، که نظارت ناکارآمد توسط دولت و (به‌طور بالقوه ناخواسته) ارائه نادرست توسط دکتر یونس در گذشته منجر به برداشت مالکیت عمومی از خصوصی شد. گزارش کمیسیون به ممانعت از تحقیقات کمیسیون توسط مدیریت فعلی گرامین بانک، نمایندگان Telenor، دولت بنگلادش و طرفداران دکتر یونس اشاره دارد. مفاهیم کامل این گزارش تاکنون در عناصر تحت کنترل دولت رسانه‌های بنگلادشی یا در بیانیه‌های مطبوعاتی طرفدار یونس مورد بررسی قرار نگرفته است، جایی که اینها دکتر یونس را دست کم به عنوان کمک کننده به فساد در مجامع نهادهای تجاری بنگلادش در تبانی با احزاب دیگر درگیر می‌کنند.

### انتقاد از عقاید
مؤسسه مالی خرد در رسانه‌های خارجی مورد انتقاد قرار گرفته است. گاردین (انگلستان) سؤال «آیا اقتصاد خرد یک افسانه نئولیبرال است» را مطرح کرد. این مقاله شامل انتقادهایی از جمله اینکه بیشتر وامها برای ایجاد مشاغل کوچک استفاده نمی‌شود، بلکه در عوض هموارسازی مصرف مورد استفاده قرار می‌گیرند، است.

## محاکمه‌ها
دادگاه محمد یونس مجموعه دادگاه‌هایی است که نخست‌وزیر شیخ هاسینا از بنگلادش علیه محمد یونس آغاز کرده است. شیخ هاسینا، یونس را در سال ۲۰۱۰ محاکمه کرد و سرانجام او را از گرامین بانک اخراج کرد، با استناد به اینکه برای اداره بانکی که در سال ۱۹۸۳ تأسیس کرده بسیار پیر است. در سال ۲۰۱۳، وی برای دومین بار مورد محاکمه قرار گرفت زیرا ظاهراً بدون اجازه لازم از دولت، از جمله درآمد جایزه صلح نوبل و حق امتیاز حاصل از فروش کتاب خود، درآمد دریافت کرده بود. این مقاله ادعا می‌کند که این مجموعه دادگاه‌ها علیه یونس میلیاردها انسان را در سراسر جهان متحیر کرده است، از ۸٫۳ میلیون زن مستضعف گرامین بانک گرفته تا رئیس‌جمهور آمریکا باراک اوباما. با شبیه‌سازی انتقام سیاسی هاسینا علیه یونس به شباهت درگیری بین ارشمیدس و ژنرال مارسلوس اشاره می‌کند، این مقاله پیش‌بینی می‌کند که «بانکدار فقیر» ممکن است با سرنوشت مشابه پدر ریاضیات مواجه شود. ویکاس باجاج در ۷ نوامبر ۲۰۱۳ در وبلاگ سرمقاله تاکینگ نوت نیویورک تایمز نوشت:
دولت بنگلادش در مبارزات طولانی مدت خود علیه گرامین بانک و بنیانگذار آن محمد یونس برگ برنده خود بوده است. هفته گذشته، قانون گذاران قانونی را تصویب کردند که با کنترل آن از ۸٫۴ میلیون زن روستایی که اکثریت سهام آن را در اختیار دارند، بانکی را که پیشگام ایده وام‌های کوچک به زنان فقیر بود، ملی کرد.

### سابقه
یونس برای سالها پیرو پدر حسینه، شیخ مجیب، پدر بنیانگذار بنگلادش بود. یونس هنگام تدریس در دانشگاه ایالتی تنسی، به عنوان پاسخی به تجاوزات پاکستان غربی به بنگلادش و رهبر آن شیخ مجیب، کمیته شهروندان بنگلادش (BCC) را تأسیس کرد. پس از آغاز جنگ آزادی، BCC یونس را به عنوان سردبیر نامه تازه منتشر شده بنگلادش انتخاب کرد. با الهام از تولد بنگلادش در سال ۱۹۷۱، یونس در سال ۱۹۷۲ به خانه بازگشت، تا به مجیب کمک کند تا کشور را که در اثر یک جنگ خونین و طولانی از هم پاشیده بود، بازسازی کند. این رابطه پس از مرگ مجیب به پایان نرسید. یونس با دختر مجیب، هاسینا رابطه حرفه ای برقرار کرد. یونس، هاسینا را به همراه هیلاری کلینتون بانوی اول ایالات متحده به عنوان رئیس اجلاس خرد اعتبار معرفی کرد که ۲–۴ فوریه ۱۹۹۷ برگزار شد. در این مراسم، ۵۰ رئیس دولت و مقامات عالی‌رتبه از ۱۳۷ کشور ملی در واشینگتن دی سی جمع شدند، برای بحث در مورد راه حل‌های فقر. در این کلان اعتبار برای اعتبار خرد، هاسینا چیزی جز تمجید از چهره پدرانه اش نداشت. وی در اظهارات خود گفت، "کار برجسته ای که توسط پروفسور یونس و گرامین بانک که وی تأسیس کرده است انجام شده است … موفقیت گرامین بانک باعث ایجاد خوشبینی در مورد دوام بانک‌هایی است که در گسترش اعتبار خرد به فقرا فعالیت می‌کنند. مراسم تحلیف Grameen Phone، بزرگترین سرویس تلفنی بنگلادش، در دفتر هاسینا در ۲۶ مارس ۱۹۹۷ برگزار شد. با استفاده از Grameen Phone، اولین تماس با Thorbjorn Jagland، نخست‌وزیر وقت نروژ برقرار شد. جگلند، او تماس دیگری گرفت، این تماس از طریق للی بیگم، یک کارمند تلفن گرامین بود. با این حال، این رابطه طولانی در سال ۲۰۰۷ پس از افشای قصد یونس برای ایجاد یک حزب سیاسی، ناگوریک شاکتی، محکوم شد.

### از دوستی تا دشمنی
دولت نخست‌وزیر شیخ هاسینا علیه گرامین و بنیانگذار آن، محمد یونس، یک کارزار ویرانگر انجام داد. نیویورک تایمز گزارش می‌دهد، «به نظر می‌رسد اقدامات شیخ هاسینا تلافی جویی از اظهارات آقای یونس در سال ۲۰۰۷ مبنی بر اینکه وی به دنبال منصب عمومی است، حتی اگر هرگز برنامه‌های خود را دنبال نکرده باشد.» است. به گفته تایمز هند، یک عامل دیگر در تصمیم شجاعانه او علیه یونس نقش داشت: جایزه صلح نوبل. هاسینا فکر می‌کرد که کمیته جایزه صلح نوبل نروژ به دلیل امضای پیمان صلح، Chittagong Hill Tracts (CHT) در سال ۱۹۹۷ به او جایزه می‌دهد.

### شرح تاریخی
در ۱۱ ژانویه ۲۰۰۷، ژنرال ارتش معین و احمد کودتای نظامی انجام داد. در همین حال، یونس درخواست خود را برای تبدیل شدن به چهارمین مشاور ارشد ملت پس از پایان دوره خالده ضیا رد کرد. یونس، اما، فخرالدین احمد را برای این کار انتخاب کرد. فخرالدین در ۱۱ ژانویه ۲۰۰۷ روی کار آمد و در همان روز اول خود روشن ساخت که قصدش نه تنها ترتیب انتخابات آزاد و عادلانه، بلکه پاکسازی فساد نیز هست. در حالی که خلادا و هاسینا از فاکرالدین انتقاد کردند و ادعا کردند که پاکسازی فساد کار او نیست، یونس ابراز خرسندی کرد. در مصاحبه ای با خبرگزاری AFP، یونس اظهار داشت که سیاستمداران در بنگلادش فقط برای پول کار می‌کنند، گفت: "اینجا هیچ ایدئولوژی وجود ندارد." هاسینا واکنش تندی نسبت به اظهارات یونس نشان داد و او را "رباخواری دانست که نه تنها نتوانست در ریشه کن کردن فقر موفق باشد بلکه فقر را نیز پرورش داده است. "این اولین بیانیه علنی هاسینا علیه یونس بود. می‌توان بین درگیری یونس به عنوان یک غیرسیاسی و نقشی که واسلاو هاول نویسنده چک در کشورش پس از سرنگونی رژیم کمونیست بازی کرد، قیاس کرد. بعداً یونس نام این حزب سیاسی احتمالی، ناگوریک شاکتی (قدرت شهروند) را اعلام کرد و گفت که او مأموریت دارد که به امید تغییر هویت از "سبد بی ته" به "ببر در حال ظهور"، وارد عرصه سیاسی در کشور خود شود. با این حال، در تاریخ ۳ مه، یونس سومین نامه سرگشاده را منتشر کرد و جاه طلبی‌های سیاسی خود را متوقف کرد.

### اقدامات
دولت بنگلادش اولین محاکمه علیه یونس را در دسامبر ۲۰۱۰، یک ماه پس از انتشار مستند گرفتار بدهی خرد، ساخته تام هاینمن، آغاز کرد. این فیلم که در تاریخ ۳۰ نوامبر ۲۰۱۰ در تلویزیون نروژ به نمایش درآمد، این ادعا را که یونس در سال ۱۹۹۶ تقریباً ۱۰۰ میلیون دلار را به گرامین کالیان، یک شرکت خواهر گرامین بانک، رسانده است، پخش کرد. با این حال، یونس این ادعاها را رد کرد. پس از تکمیل تحقیقات کامل، دولت نروژ یونس را بی گناه دانست. با این حال، نخست‌وزیر هاسینا از این وضعیت برای افزایش حملات مداوم به یونس استفاده کرد: اینها شامل ادعاهایی مبنی بر اینکه سن یونس به معنای پیر بودن وی برای اداره بانک است، گرامین شرکت‌های غیرقانونی ایجاد کرده است، و بانک به عنوان یکی از ارگانهای دولت. این بانک کلیه موارد غیرقانونی را انکار کرده است، با این استدلال که از جمله این که محدودیت سنی در این مورد اعمال نمی‌شود زیرا گرامین، مانند BRAC، یک بانک ویژه است. یونس همچنین به دلیل سه پرونده جنایی مورد آزار و اذیت قانونی قرار گرفته است. یک پرونده افترا جنایی علیه یونس به دلیل انتقاد از سیاستمداران در سال ۲۰۰۷ تشکیل شد. یک بازرس مواد غذایی پرونده دیگری را علیه یونس تشکیل داد، که ادعا می‌کرد ماست تولید شده توسط Grameen-Danone تقلبی است. آخرین ضربه در ۳ مارس ۲۰۱۱ وارد شد. بانک بنگلادش در نامه ای به گرامین اطلاع داد که یونس از گرامین اخراج شده است و دلیلش این است که وی بیش از سن بازنشستگی اجباری ۶۰ سال دارد، حتی اگر ۹ نفر از مدیران بانک با ۸٫۳ میلیون وام گیرنده گرامین بانک به وی اجازه دادند پس از عبور از این آستانه در شغل خود بماند. با حمایت نه هیئت مدیره، ۲۲ هزار کارمند، و ۸٫۳ میلیون وام گیرنده گرامین، یونس از حکم دولت سرپیچی کرد، به مقر گرامین در داکا بازگشت و در دادگاه عالی داکا علیه این تصمیم تجدید نظر کرد. با این حال، دادگستری محمد ممتازالدین احمد و دادگستری گوبیندا چاندرا تاگوره، حکم علیه یونس را صادر کردند و ادعا کردند که ارسال یونس به عنوان دکتر گرامین از سال ۱۹۹۹ غیرقانونی است زیرا وی تا آن زمان به سن ۶۰ سالگی رسیده بود. با این حال یونس هنوز اعتقاد خود را به سیستم عدالت از دست نداد. یونس با حمایت رهبران بین‌المللی (به عنوان مثال، هیلاری و بیل کلینتون)، رهبران ملی (به عنوان مثال، سر فاضل حسن عابد) و ۳/۸ میلیون وام گیرنده گرامی، درخواست تجدیدنظر در دادگاه عالی بنگلادش را علیه حکم دادگاه عالی ارائه داد. دادگاه تجدید نظر به ریاست رئیس دادگستری ABM Khairul Haque در ۱۵ مارس استیناف را شنید و حکمی را صادر کرد که برکناری یونس توسط دولت را تأیید کرد.

### از ۲۰۱۲
در ۲ اگوست ۲۰۱۲، شیخ هاسینا پیش نویس "دستورالعمل بانک Grameen 2012 " را برای افزایش کنترل دولت بر بانک تصویب کرد. در حال حاضر، این قدرت نزد مدیران بانک است - متشکل از ۹ زن فقیر - که توسط ۸٫۳ میلیون وام گیرنده گرامین انتخاب شده‌اند. هاسینا همچنین دستور داد که در مورد فعالیتها و معاملات مالی یونس در سالهای آخر کار خود به عنوان مدیرعامل گرامین تحقیقات جدید انجام شود، اما مردم این اقدام را چیزی جز تلاش برای تخریب چهره وی نمی‌دانند. نخست‌وزیر همچنین ادعا کرد که یونس درآمد خود را بدون اجازه لازم از دولت، از جمله درآمد جایزه صلح نوبل و حق امتیاز کتابهای خود، دریافت کرده است. در ۴ اکتبر ۲۰۱۳، کابینه بنگلادش پیش نویس قانون جدیدی را تصویب کرد که به بانک مرکزی این کشور امکان کنترل نزدیکتر بر گرامین بانک را می‌دهد که در یک مناقشه طولانی مدت با ریز وثیقه پیشگام سهام را افزایش می‌دهد. قانون گرامین بانک ۲۰۱۳ در جلسه کابینه به ریاست نخست‌وزیر شیخ هاسینا روز پنجشنبه تصویب شد. این قانون در ۷ نوامبر ۲۰۱۳ توسط پارلمان تصویب شد و جایگزین دستورالعمل گرامین بانک شد، قانونی که زمینه‌ساز ایجاد گرامین بانک به عنوان یک مؤسسه اعتبار خرد خرد در سال ۱۹۸۳ بود. برنامه جدید دولت این است که گرامین را به ۱۹ قطعه تقسیم کند. نیویورک تایمز گزارش می‌دهد:
از آن زمان، دولت تحقیق در مورد بانک را آغاز کرده و اکنون در حال برنامه‌ریزی است که گرامین (که اکثریت سهام آن متعلق به وام گیرندگان آن است) را به ۱۹ وام‌دهنده منطقه تقسیم کند.

## مرکز یونس
مرکز یونس، در داکا، بنگلادش، یک اتاق فکر برای مسائل مربوط به تجارت اجتماعی است که در زمینهٔ کاهش فقر و پایداری فعالیت می‌کند. «در درجهٔ اول با هدف ترویج و اشاعهٔ فلسفهٔ یونس، با تمرکز ویژه بر تجارت اجتماعی» بوده و در حال حاضر توسط محمد یونس ریاست می‌شود.

## آثار
- Yunus, Muhammad (1974). Three Farmers of Jobra. Department of Economics, Chittagong University.
- —— (1976). Planning in Bangladesh: Format, Technique, and Priority, and Other Essays; Rural Studies Project, Department of Economics. Chittagong University.
- ——; Isalama, Saiyada Manajurula; Rahman, Arifa (1991). Jorimon and Others: Faces of Poverty. Grameen Bank.
- —— (1994). Grameen Bank, as I See it. Grameen Bank.
- —— (1999). Banker to the Poor: Micro-Lending and the Battle Against World Poverty. New York: PublicAffairs. ISBN 978-1-58648-198-8.
- —— (2007). Creating a World without Poverty: Social Business and the Future of Capitalism. New York: PublicAffairs. ISBN 978-1-58648-493-4.
- —— (2010). Building Social Business: The New Kind of Capitalism that Serves Humanity's Most Pressing Needs. New York: Public Affairs. ISBN 978-1-58648-824-6.
- Yunus, Muhammad, Moingeon, Bertrand and Laurence Lehmann-Ortega (2010), "Building Social Business Models: Lessons from the Grameen Experience", April–June, vol 43, number 2–3, Long Range Planning, pp. 308–325
- —— (2017). A World of Three Zeroes: the new economics of zero poverty, zero unemployment, and zero carbon emissions. Scribe Publications.

## مستندها
- 2010 - گرفتن یک دلار
- 2011 - Bonsai People – The Vision of Muhammad Yunus

## برای مطالعهٔ بیش‌تر
- Bornstein, David (1996). The Price of a Dream: The Story of the Grameen Bank and the Idea that is Helping the Poor to Change Their Lives. Simon & Schuster. ISBN 978-0-684-81191-8.
- Kallol, Asif Showkat (1 November 2013). "Female directors vow to stop GB law". Dhaka Tribune. Archived from the original on 20 December 2016. Retrieved 8 July 2015.
- Pakiam, Ranjeetha; Mehrotra, Kartikay (6 November 2013). "Yunus Sees New Law Spelling Beginning of the End for Grameen". Bloomberg Businessweek. Archived from the original on 15 November 2013. Retrieved 8 July 2015.
- "Yunus not enjoying respect he deserves". The Financial Express. Dhaka. 14 November 2013. Archived from the original on 20 December 2016. Retrieved 8 July 2015.